# Nvidia
NVIDIA Corporation је један од највећих светских произвођача графичких чипова за личне рачунаре и професионална тржишта; и системе на чипу (енгл. System on a Chip – SoC) за мобилно и аутомобилско тржиште.
Jen-Hsun Huang, Chris Malachowsky и Curtis Priem су основали Nvidia компанију у јануару 1993, али је тек 1997. почела активно учествовати када је на тржиште избацила RIVA графичке процесоре. Nvidia продаје своје графичке карте и продаје ГПУ за графичке карте другим произвођачима. Сама Nvidia не производи ГПУ у својим просторијама, они се пре свега баве дизајнирањем својих производа док их неки други произвођачи производе, наиме TSMC (Taiwan Semiconductor Manufacturing Company). На почетку су били ограничени на тржиште личних рачунара, иако се касније шири и на тржиште конзола, па тако је дизајнирала графичке системе за Xbox и PlayStation 3. Једини конкурент Nvidie, након што је сама купила 3Dfx 2000, је AMD Radeon с којим води изједначену битку, те су се неколико пута смењивали што по квалитету, што по броју проданих графичких процесора. Енвидијине најгоре серије су несумњиво биле NV1 и GeForce FX, но производ који је лансирао Nvidiu према напред је био чип RIVA TNT2, и од тада нису имали ниједну кризу нити су дошли у ситуацију као 3Dfx, којег је сама Nvidia купила. Тренутно компанија Nvidia у својој великој колекцији GeForce ГПУ чипова производи и најјачу графичку картицу на свету, GeForce RTX 4090 и GeForce RTX 5090

## Рани графички чипови
- NV1 - Први производ од стране Nvidie, прилично неуспешан
- RIVA 128, RIVA 128ZX - DirectX 5 подршка, први DirectX хардвер од стране
- Riva TNT, Riva TNT 2, Vanta - DirectX 6 подршка. Ова серија је учинила Nvidiu водећом

## GeForce
GeForce је најпознатија марка Nvidie и састоји се од графичких чипова намењених потрошачима

### GeForce 256
Изашао је 31. Августа 1999. и имао је DirectX 7 подршку, хардверске трансформације и светлосне ефекте; први пут DDR меморија на графичким картицама.

### GeForce 2 серија
DirectX 7 подршка, побољшана верзија GeForce 256.

### GeForce 3 серија
DirectX 8 Шадери, доноси побољшану пропусност меморије те добру архитектуру, један од најбољих чипова од Nvidie.

### GeForce 4 серија
Еволуција GeForce, веома моћна али и скупа.

### GeForce FX серија
DirectX 9 подршка, теоретски веома јака серија, но на тржишту су прошле веома лоше.

### GeForce 6 серија
DirectX 9c подршка, побољшани шадери, смањена потрошња енергије, представљен СЛИ.

### GeForce 7 серија
Чиста еволуција GeForce 6 серије, чак се темеље на сличној архитектури, но и тако много моћнија серија, доноси нове технологија "пеглања" крајева (Anti-Aliasing).

### GeForce 8 серија
Први графички чип који подржава DirectX 10, базиран на новој Тесла микроархитектури.

### GeForce 9иGeForce 100серије
Сви дизајни 9-серије су базирани на мало побољшаној Тесла микроархитектури са подршком за PCI-E 2.0; 100-серија се састојала од производа 9-серије са другачијим именом. Производи 100-серије се нису могли индивидуално купити.

### GeForce 200иGeForce 300серије
Базирана на GT200 графичком процесору са 1,4 милијарде транзистора, са кодним именом Тесла, 200-серија је изашла на тржиште 16. Јуна 2008. Серија има ново GT200 језгро на архитектури од 65nm. Први производи су били GeForce GTX 260 и скупља GeForce GTX 280. Производи из 300-серије су производи из 200-серије са промењеним именом, који су компатибилни са DirectX 10.1 и који се нису могли индивидуално купити.

### GeForce 400иGeForce 500серије
7. Априла 2010. на тржиште су изашле GeForce GTX 470 и GTX 480, прве графичке картице базиране на новој Ферми архитектури, са кодним именом GF100; били су први Nvidia процесори који користе 1 GB или више GDDR5 меморије. Биле су тешко критиковане због велике потрошње енергије, високих температура и веома гласне буке коју нису оправдавале перформансе, иако је GTX 480 најбржа DirectX 11 картица у своје време.
У новембру 2010, на тржиште је изашла нова графичка картица, базирана на побољшаној GF100 архитектури (GF110) названа GTX 580. Имала је боље перформансе, мању потрошњу енергије и мање топлоте и буке од GTX 480. Овај графички процесор је добио много боље критике од GTX 480. Nvidia је касније довела на тржиште GTX 590, која је имала два GF110 процесора на једној картици.

## Quadro
Quadro процесори су процесори намењени за професионална решења, за професионалне апликације и програме